# 吳增甲
吳增甲，字達臣，江蘇江陰縣人。清朝政治人物、進士出身。
光緒二十九年（1903年），中式癸卯科二甲進士，同年闰五月，改翰林院庶吉士。未散館，因辦學務授翰林院編修。